# 카자르 왕조
카자르 왕조는 페르시아 지역의 이란 숭고국을 다스렸던 왕조이다.
북부의 아스타라바드(Astarabad)를 본거지로 했던 투르크계(系)의 카자르족(族)의 수장(首長) 아가 모하마드 칸(Agha Muhammad Khan : 재위 1794-1797)에서 비롯되며, 테헤란에 도읍하여 약 150년간 존속한 후 1925년 이후 팔레비왕조로 바뀌었다. 1742년에 출생한 아가 모하마드 칸은 1794년까지 잔드 왕조(Zand Dynasty : 1750-1794)의 마지막 왕인 로트프 알리 칸(Lotf Ali Khan)을 비롯한 경쟁자들을 모두 제거하고 페르시아만에서 카스피해에 이르는 이란 전역을 장악했으며, 스스로 샤(Shah)가 되어 왕조를 세웠다. 그는 1797년, 카라비흐(Karabakh)주(州)의 슈샤(Shusha)에서 암살당했으며, 그의 아들 파드 알리 샤(Fath Ali Shah : 재위 1797-1834)가 왕위를 이었다.
건국 이래 프랑스 ·영국 ·러시아 등 제국주의가 노리는 바가 되었으나, 그 가운데서도 특히 영국과 러시아 두 세력의 압박을 받았다. 카자르 왕조는 러시아와의 두 차례 전쟁 끝에 굴리스탄 조약(Treaty of Gulistan, 1813년)과 투르크만차이 조약(Treaty of Turkmenchay, 1828년)을 강제 체결하여, 남부 코카서스 지역에서 아라스 강에 이르는 광대한 지역을 러시아에게 빼앗겼다.
파드 알리 샤의 손자 모하메드 샤(Mohammad Shah : 재위 1834-1848)는 왕권을 계승한 뒤 러시아에 빼앗긴 영토를 회복하고자 시도했으며, 두 차례의 실패 뒤에 1834년 헤라트(1834)를 되찾았다. 그의 뒤를 이어 즉위한 나스르 알 딘 샤(Naser al-Din Shah : 재위 1848-1896)의 시기에 이르러 카자르 왕조는 적극적으로 주권을 회복하고자 시도했다. 그는 서구의 과학 기술과 교육 제도를 도입했으며, 러시아와 영국의 영향력 하에서 벗어나고자 노력했다. 그러나 그의 노력은 지나친 차관 도입과, 지속적인 서구 열강의 개입으로 성과를 거두지 못했다. 19세기 중반 이후 이란은 영국에게 헤라트 지역 통치권을 제한 받는 한편, 석유 ·철도 기타의 이권과 동남(東南)으로의 출구를 장악당했으며, 내부적으로는 이슬람의 성직계급(울라마)에게 견제되었다. 1881년에 이르러, 러시아는 역사적으로 이란의 영토였던 오늘날의 투르크메니스탄, 우즈베키스탄 지역을 모두 장악했으며, 이란의 북부 국경 도시 부카라(Bukhara)와 사마르칸트(Samarqand)를 점령했다. 결국 19세기 말 이란인들은 카자르 왕조가 외세에게 모든 이권을 넘기고 있는 것으로 믿게 되었다.
나스르 알 딘 샤는 1896년 마르자 레자 케르마니(Mirza Reza Kermani)에 의해 암살당했으며, 아들 무자파르 알 딘 샤(Mozaffar al-Din Shah : 재위 1896-1907)가 왕위를 이었다. 그는 유약한 군주였으며, 집권 초기부터 재정적 문제를 안고 있었다. 그는 국가의 재정 위기를 극복하고자 유럽 각국으로부터 막대한 차관을 도입했으나, 오히려 실패로 끝났으며, 국민들의 반발만을 초래했다. 1906년 1월, 종교지도자와 상인 계층을 중심으로 하는 혁명이 발생했으며, 그 결과 헌법이 제정되고, 입헌군주제가 도입되었으며, 국민의회가 구성되었다. 이란 입헌혁명을 통해 이란의 근대화와 민족주의가 성공하는 것처럼 보였으나, 카자르 왕실에서는 이에 동조하지 않았다.
러시아의 도움으로 집권한 무함마드 알리 샤(Mohammad Ali Shah : 재위 1907-1909)는 의회를 해산시키고 혁명의 주도 세력을 체포했다. 그러자 타브리즈(Tabriz), 이스파한(Isfahan) 등의 주요 도시를 비롯한 이란 전역에서 반란이 일어났으며, 결국 1909년에 무함마드 알리 샤는 러시아로 망명했다. 그의 뒤를 이어 집권한 카자르 왕조의 마지막 왕은 술탄 아흐마드 샤(Sultan Ahmad Shah)로, 불과 11세의 나이로 즉위했다. 그는 제 1차 세계대전 동안 러시아, 영국, 오스만투르크 제국으로부터 이란을 효과적으로 지켜내지 못했으며, 1921년, 이란의 정치를 장악하고 있던 레자 칸(Reza Khan)의 쿠데타로 권력을 상실하게 되었다. 아흐마드 샤는 1923년에 이란을 떠나 유럽으로 망명했으며, 1925년 이란 의회 마즐리스(Majlis)가 그를 공식적으로 폐위시킴으로써 카자르 왕조가 끝나게 되었다.

## 같이 보기
- 이란의 역사
- 카자르 제국

1. ↑  “카자르 왕조”. 2021년 6월 7일에 확인함.